# Feliciadamia
Feliciadamia, monotipski biljni rod iz zapadne tropske Afrike, smješten u tribus Sonerileae, porodica melastomovki. Jedina je vrsta F. stenocarpa, kritično ugroženi endem iz Gvineje.
Biljka je smatrana nestalom, da bi ponovno bila otkrivena 2017. godine na planini Konossou, na visinama od 900 do 1350 m

## Sinonimi
- Adamia Jacq.-Fél.
- Adamia stenocarpa Jacq.-Fél.
- Adamea stenocarpa (Jacq.-Fél.) Jacq.-Fél.